# 黃金高
黃金高（1952年2月25日—），福建省莆田市人，原福建省連江縣委書記。其自称因反腐同時受到上級及黑社會威脅，六年來帶著避彈衣上班，被譽為「防彈衣書記」、「反腐鬥士」。

## 履历
- 1991年6月，任福州市郊区副区长。
- 1995年12月，任福州市晋安区委常委、常务副区长。
- 1997年1月，任福州市财委党委书记、主任，曾于1998年负责查处当时的“福州猪案”。
- 2002年1月，任连江县委书记。
- 2004年8月11日，人民網刊登黃金高投書《為何防彈衣隨我六年》五千字。
- 2004年12月16日，黃金高被指包養四個情婦以及常嫖娼。
- 2005年5月30日，連江縣人大常委會第十三次會議依法罷免了黃金高的福州市第十二屆人民代表大會代表職務。
- 2005年11月10日，福建省南平市中級人民法院對黃金高受賄500餘萬元、貪污案作出一審判決，判處黃金高無期徒刑，剝奪政治權利終身。

## 外部連結
1. ↑  . 光明日报报业集团.   [2022-02-16]. （原始内容存档于2022-06-24）.